# Protanguilla palau
Protanguilla palau är en fisk i ordningen ålartade fiskar (Anguilliformes) som upptäcktes 2010 i en grotta på Palau. Arten är den enda i sitt släkte och uppvisar kännetecken av dagens ålar men även av ålartade fiskar från eran krita, den betecknas därför som levande fossil.

## Kännetecken
Protanguilla palau är långsträckt och har en cylindrisk främre kropp. Bakre delen av bålen är mera avplattad som går över i en tillplattad svans. Individerna som undersöktes hade en längd mellan 4,5 och 20 cm. Fjällen är små och ovala. De täcker nästan hela kroppen med undantag av nosen och regionen kring ögonen. Sidolinjeorganet går genom 80 till 84 fjäll. Liksom hos alla andra ålartade fiskar saknas bukfenorna. Rygg-, anal- och stjärtfena är sammanvuxna med varandra och sträcker sig över cirka två tredjedelar av kroppen.
Konstruktionen av flera ben i skallen skiljer arten från dagens ålartade fiskar. En liknande uppbyggnad av skallen är bara känd från fossila arter.

## Utbredning
Arten hittades hittills bara i en havsgrotta 35 meter under vattenytan som tillhör Palau.

## Systematik
På grund av sina särdrag klassificerades Protanguilla palau i sitt eget släkte och sin egen familj i ordningen ålartade fiskar. Anatomiska och molekylärgenetiska undersökningar tyder på att den utgör systergruppen till alla andra ålartade fiskarna. Arten utvecklingsgren skilde sig troligen för 220 miljoner år sedan (övergången mellan trias och jura) från utvecklingsgrenen till de andra arterna i ordningen.